# Осакаровка
Осакаровка (каз. Осакаровка) — посёлок в Осакаровском районе Карагандинской области Казахстана. Административный центр и единственный населённый пункт Осакаровской поселковой администрации. Код КАТО — 355630100.

## История
Село основано в 1908 году, когда прибыли первые поселенцы из Херсонской и Таврической губерний (территории современной Украины). Первоначальное название села - Осокоровка или Осокоровское.
28 декабря 1940 года Указом Президиума Верховного Совета Казахской ССР в составе Карагандинской области образован Осакаровский район с центром в селе Осакаровка.

## География
Расположен на автомагистрали Астана — Караганда.

## Население
В 1999 году население посёлка составляло 8080 человек (3719 мужчин и 4361 женщина). По данным переписи 2009 года, в посёлке проживало 8046 человек (3793 мужчины и 4253 женщины). На начало 2019 года население посёлка составило 7924 человека (3840 мужчин и 4084 женщины).
На сегодняшний день согласно переписи 2021 года, в посёлке проживает 8812 человек (4343 мужчины и 4469 женщины).

## Экономика
- Железнодорожная станция на линии Астана — Караганда, в 110 км к северо-западу от Караганды.
- Осакаровский элеватор, нефтебаза, асфальтобетонный завод.

## Религия
- Православный Храм в честь Казанской иконы Богородицы[6]

## Образование
Ресурсный центр Гимназия № 9
Средняя Школа № 1
Средняя Школа № 12